# Les Closes
Les Closes és una zona d'estanyols inundables d'origen natural del municipi de Torrent, al Baix Empordà. Diversos recs de drenatge faciliten l'assecament de la zona i la seva conversió puntual en zona agrícola. Les Closes pertanyen a la subconcahidrogràfica del Daró i ocupen 2,5 hectàrees. Les comunitats vegetals associades a aquest espai són jonqueres de terra baixa (hàbitat d'interès comunitari, codi 6420), canyissars i herbassars megafòrbics nitròfils i humits (aquests darrers hàbitat d'interès comunitari, codi 6430). Actualment l'extensió del canyissar ha fet desaparéixer qualsevol làmina d'aigua lliure de les closes. Des del punt de vista faunístic és una zona important de cria i descans d'ocells vinculats als ambients aigualosos, com el martinet menut (Ixobrychus minutus), l'agró roig (Ardea purpurea), el bernat pescaire (A. Cinerea), el martinet blanc (Egretta garzetta), l'ànec coll-verd (Anas platyrhynchos), l'ànec cullerot (A.Clypeata), el xarxet (A. Crecca), el xarrasclet (A. Querquedula), la fotja (Fulica atra), etc. També és una zona important per als amfibis. Es tracta d'un espai molt amenaçat per les extensions i pràctiques agrícoles i especialment, pels recs de drenatge que en desguassen l'aigua. Curiosament, la construcció de la carretera GI-652 que va de Pals a Torrent, dificulta el desguàs de l'aigua i facilita una major inundació d'aquest espai. A més, com a factor advers a destacar, cal mencionar la substitució de part de l'espai per plantacions d'aprofitaments de fusta.